# Прапор Віллер-ла-Виля
Прапор Віллер-ла-Виля був прийнятий рішенням ради від невідомої дати як прапор муніципалітету Віллер-ла-Виль в провінції Валлонський Брабант. Прапор можна описати так:
Три смуги білого, червоного та жовтого кольорів у співвідношенні висот 3:2:3
Це традиційні кольори Віллер-ля-Виль. Основою прапора є міський герб.

Прапор, який використовувався у Віллер-ля-Виль, показує стилізованого чорного фенікса на синьому полі.

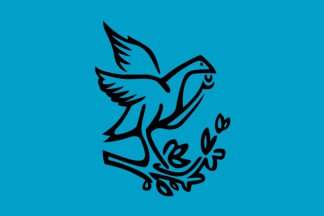
Використовуваний прапор
Герб Віллер-ла-Виля